# Agapetes serpens
Agapetes serpens är en ljungväxtart som först beskrevs av Robert Wight, och fick sitt nu gällande namn av Hermann Sleumer. Agapetes serpens ingår i släktet Agapetes och familjen ljungväxter. Inga underarter finns listade i Catalogue of Life.

## Bildgalleri

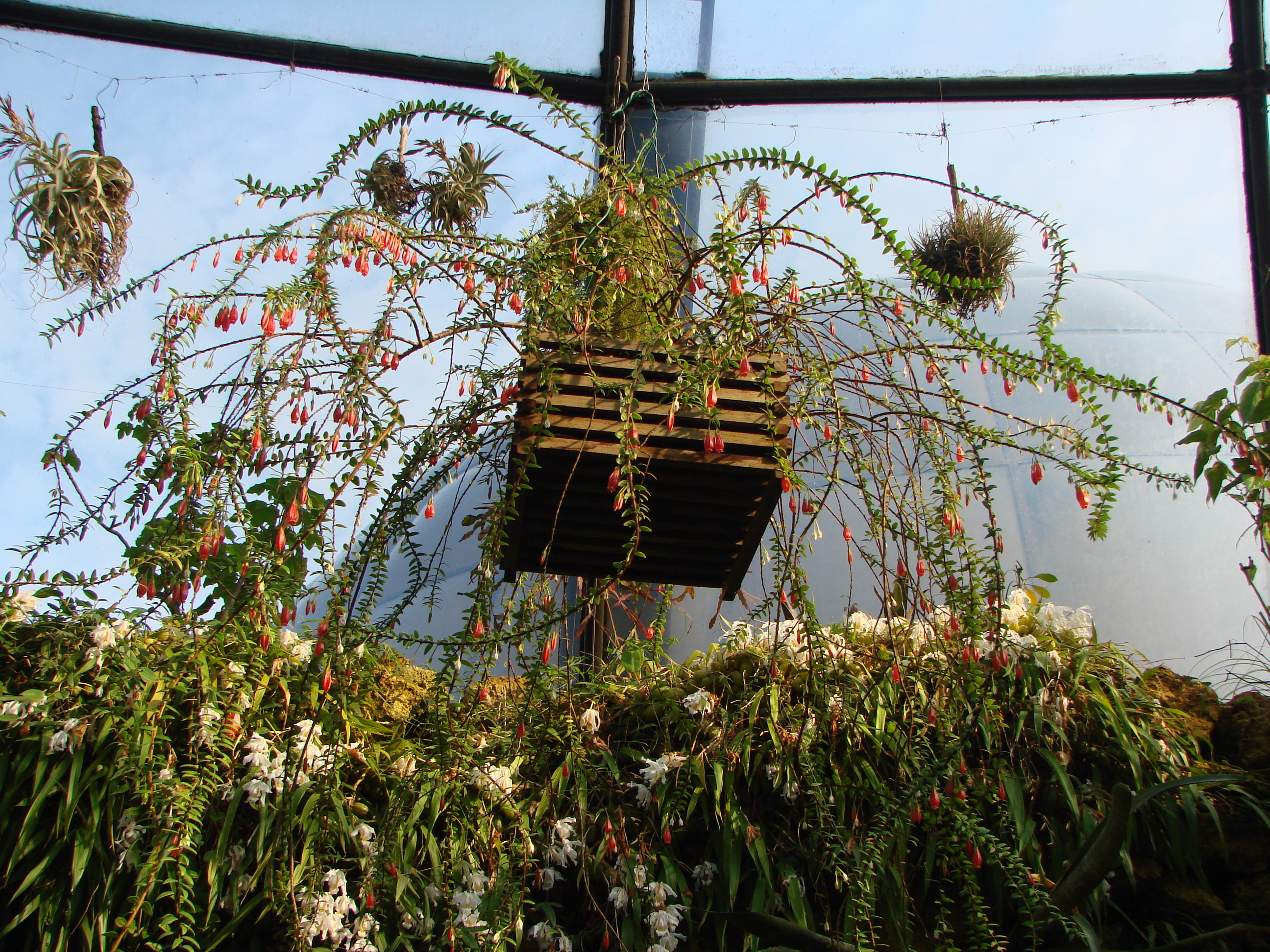
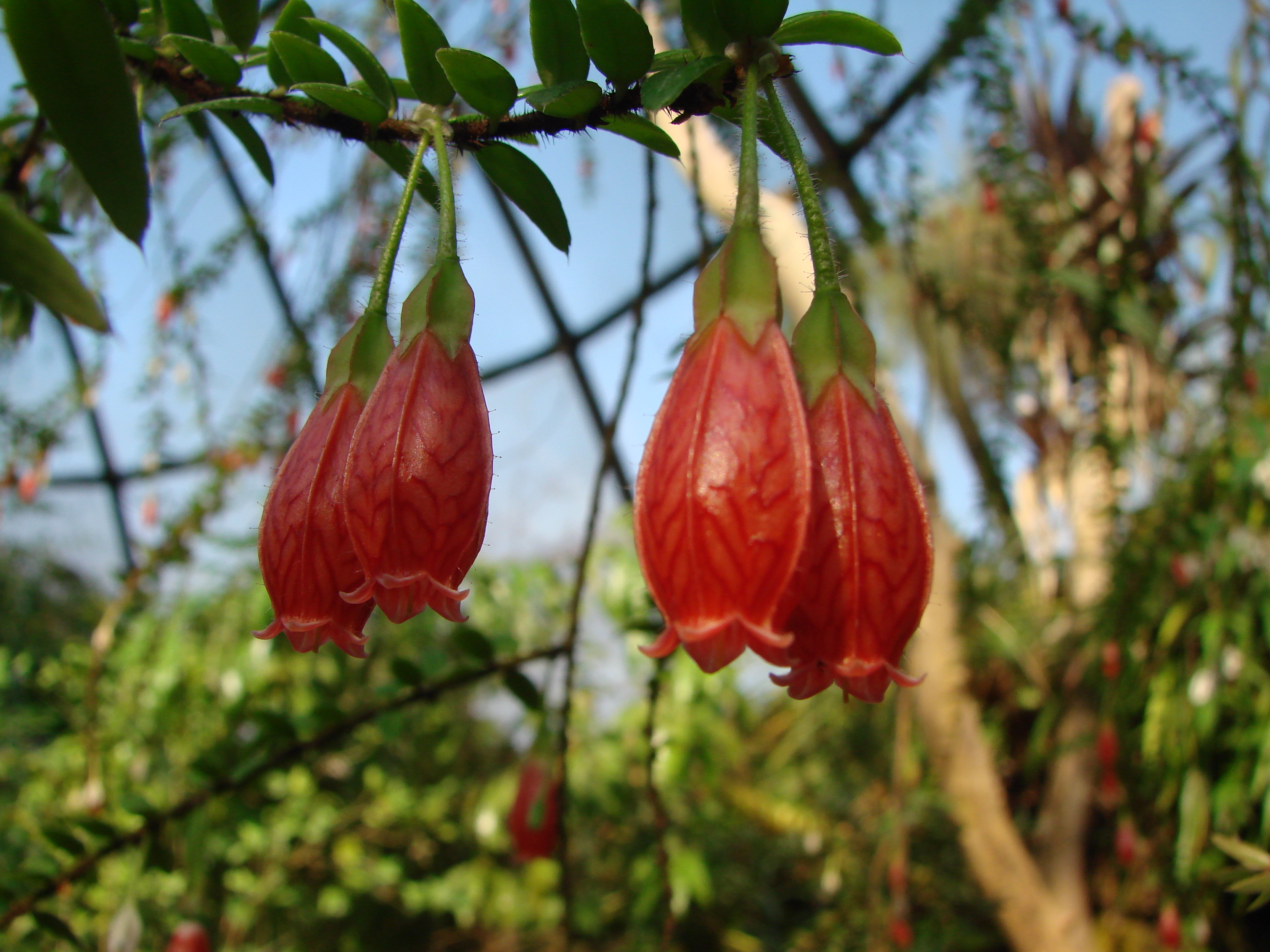
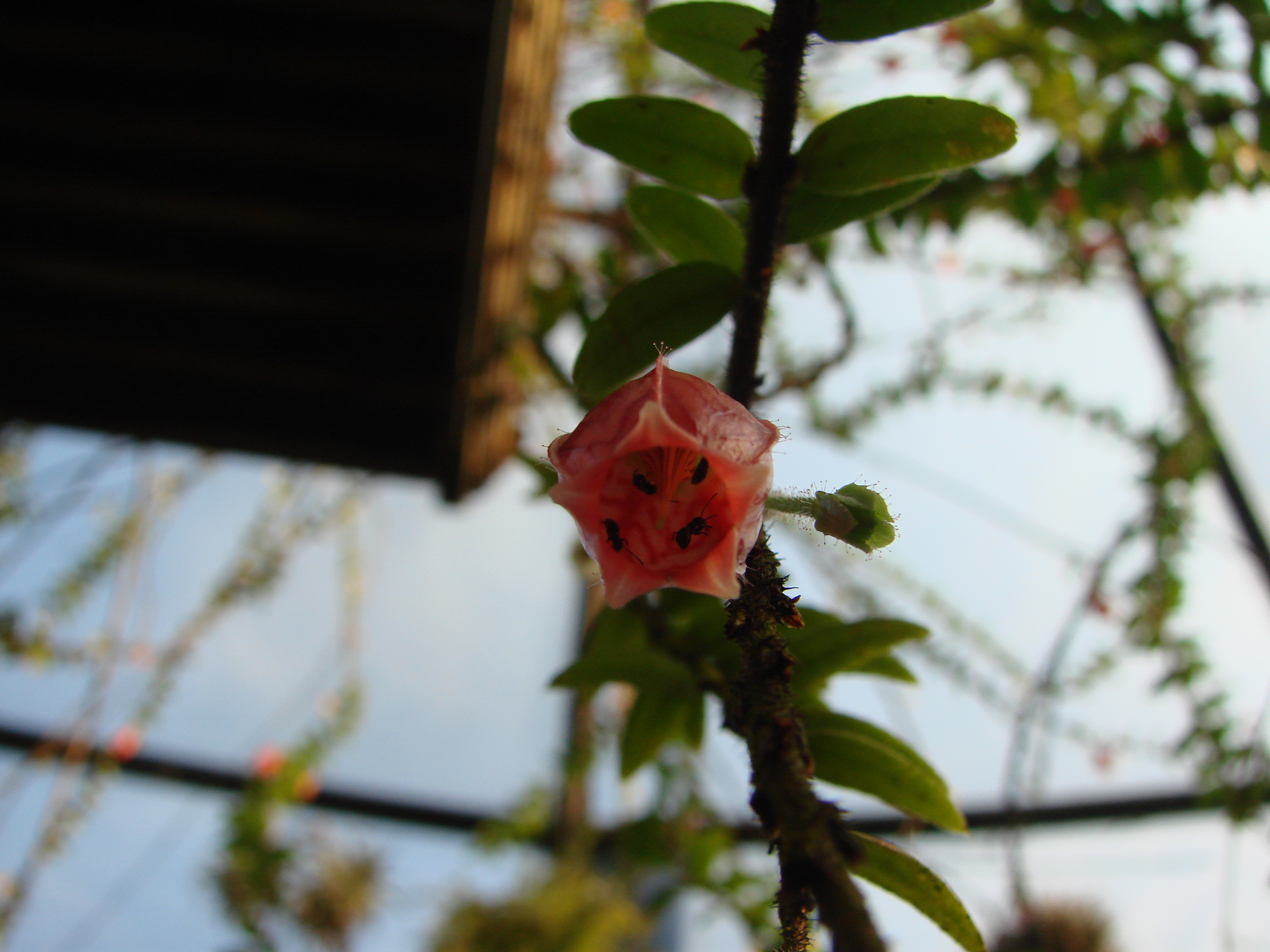
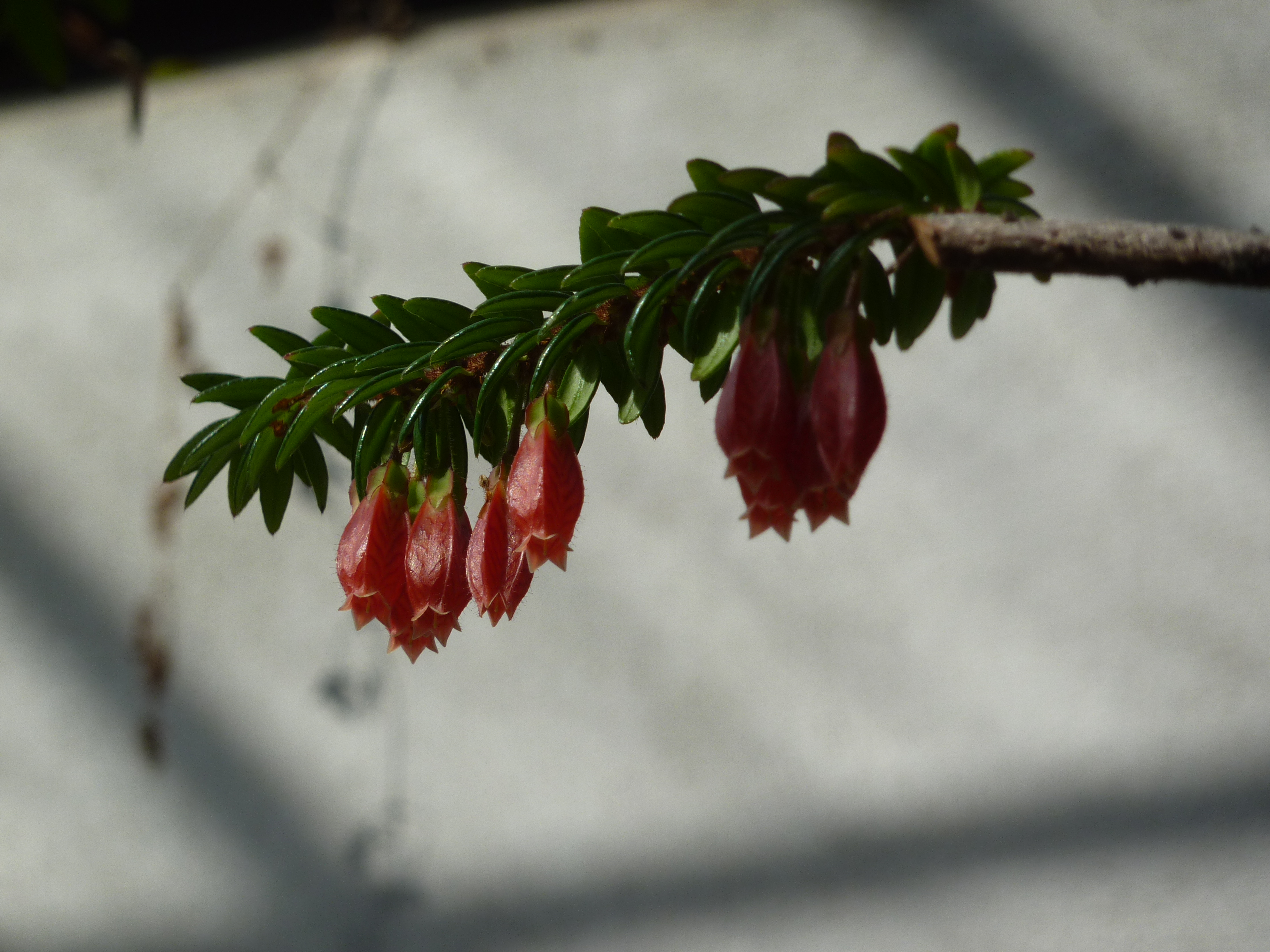
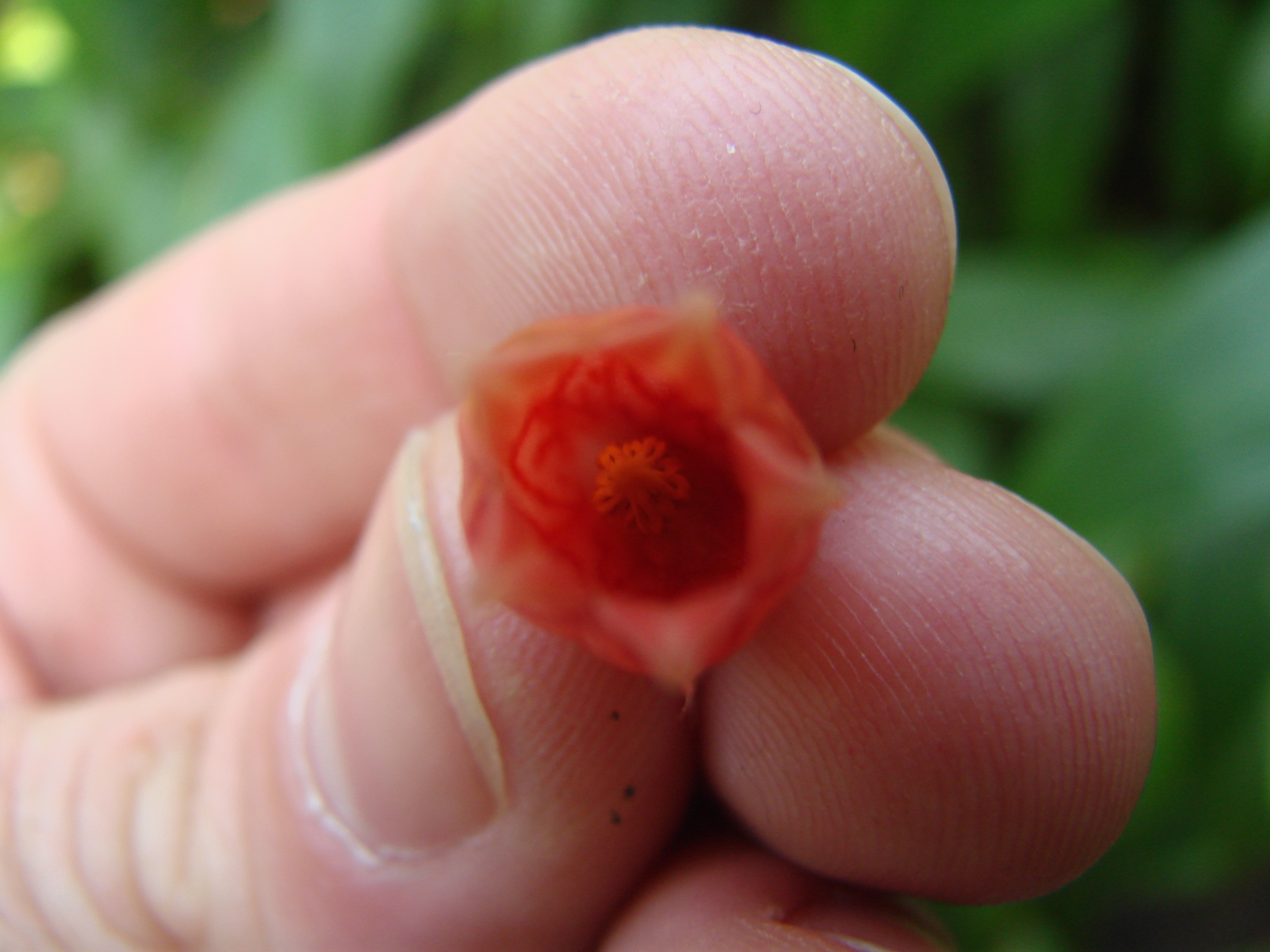
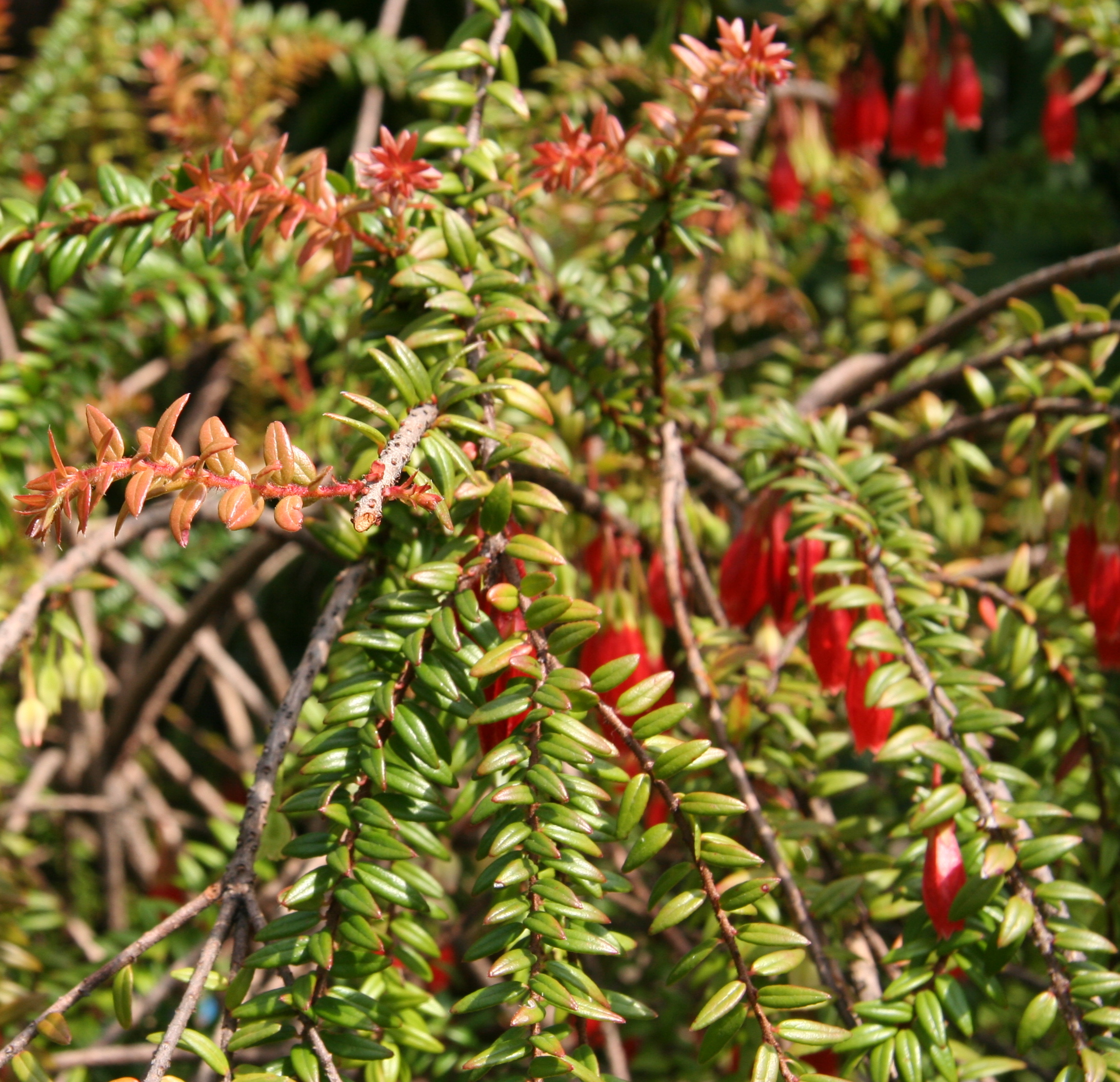